# Lycée Dumont-d'Urville
Pour les articles homonymes, voir Dumont d'Urville.
Le lycée Dumont-d'Urville est un établissement français d'enseignement secondaire et supérieur, situé au 212, rue Amiral-Jaujard à Toulon. 
L'établissement couvre une vaste superficie de 11 hectares au coeur de la ville sur laquelle se trouvent ses bâtiments ainsi que de nombreuses installations sportives: un stade, une piscine, un bâtiment destiné à l'haltérophilie, des terrains de handball et de basketball en extérieur, deux gymnases et un mur d'escalade.

## Histoire
C’est entre 1953 et 1958 que furent achetés les uns après les autres par l’Éducation nationale les terrains sur lesquels allait être construit le lycée Dumont-d'Urville, notamment sur l'emprise de la gare terminus d'un train à voie métrique qui reliait Toulon à Saint-Raphaël par le littoral. Sa construction fut achevée en 1961. Dans les années soixante, le lycée comptait près de 3 500 élèves, ce qui faisait de lui le plus grand lycée de France.
Dès son ouverture, le lycée abrita une classe préparatoire à l'École navale (ce type de classes disparut à la fin des années 1960), une corniche (classe préparatoire à Saint-Cyr), active jusqu'au début des années 1990, des classes préparatoires scientifiques, des classes préparatoires aux grandes écoles de commerce et des classes préparatoires littéraires (dont la seconde année n'ouvrit cependant qu'en 1992).
En 1973, dans un objectif novateur d'initiation à l'informatique pour élèves et enseignants intéressés, le lycée Dumont-d'Urville, à Toulon, fut éligible à l'opération ministérielle dite « Expérience des 58 lycées » : utilisation de logiciels et enseignement de la programmation d'ordinateurs en langage LSE, en club informatique de lycée,, pour 58 établissements de l’enseignement secondaire, en France. À cet effet, dans une première phase, quelques professeurs du lycée, enseignants de disciplines diverses, furent préalablement formés à la programmation informatique. Dans une seconde phase, l'établissement fut alors doté d'un ensemble informatique en temps partagé comprenant : un mini-ordinateur français Télémécanique T1600 avec disque dur, un lecteur de disquettes 8 pouces, plusieurs terminaux écrans claviers Sintra TTE, un téléimprimeur Teletype ASR-33 (en) et le langage LSE implémenté ; tous ces moyens ayant permis de mettre en œuvre cette démarche expérimentale sur le terrain, avec du matériel informatique ultra-moderne pour l'époque.

## Enseignement secondaire
Le lycée Dumont-d'Urville est un établissement d'enseignement général. Il comporte une section Abibac (baccalauréat franco-allemand), une section Esabac (baccalauréat franco-italien), une section européenne anglais, une section européenne espagnol et une section européenne italien.
Il propose également une section EPS commençant dès la seconde avec 5 heures de pratique sportive par semaine.
Les options pouvant être suivies sont nombreuses et variées (arts plastiques, musique, EPS facultative, grec, latin, arabe, russe). 
L'établissement accueille environ 2 450 élèves répartis comme suit : 1 650 élèves de la seconde à la terminale, 250 étudiants de sections BTS et 450 étudiants de classes préparatoires aux grandes écoles, dont 150 internes. 
Il possède un internat mixte. 

### Classement du lycée
En 2024, le lycée se classe neuvième sur vingt-trois au niveau départemental quant à la qualité d'enseignement. Le lycée Dumont-d'Urville se classe cependant à la première place des lycées généraux et technologiques (LGT) publics du Var. Le classement s'établit sur trois critères : le taux de réussite au bac, la proportion d'élèves de première qui obtient le baccalauréat en ayant fait les deux dernières années de leur scolarité dans l'établissement, et la valeur ajoutée (calculée à partir de l'origine sociale des élèves, de leur âge et de leurs résultats au diplôme national du brevet).

## Classes préparatoires
Les classes préparatoires aux grandes écoles (CPGE) sont des formations du premier cycle de l'enseignement supérieur implantées dans les lycées.
Le lycée Dumont-d'Urville accueille des CPGE littéraires (deux classes de Khâgne LSH), économiques et commerciales (une classe d'ECG voie générale, option ESH ou HGG et une classe d'ECT voie technologique), et scientifiques (une classe de MP, une classe de PC, une classe de PC* et une classe de PSI*).

### Classements des CPGE
Le classement national des classes préparatoires aux grandes écoles (CPGE) se fait en fonction du taux d'admission des élèves dans un panier de grandes écoles. 
En 2015, L'Étudiant donnait le classement suivant pour les concours de 2014 :
| Filière | Élèves admis dans une grande école1 | Taux d'admission1 | Taux moyen sur 5 ans | Classement national | Évolution sur un an |
| --- | ----------------------------------- | ----------------- | -------------------- | ------------------- | ------------------- |
| ECE | 0 / 18 élèves                       | 0 %               | 0 %                  | 53eex-æquo sur 105  | =                   |
| ECS | 0 / 42 élèves                       | 0 %               | 1 %                  | 53eex-æquo sur 95   | =                   |
| Khâgne LSH | 0 / 26 élèves                       | 0 %               | 1 %                  | 36eex-æquo sur 73   | =                   |
| MP / MP* | 0 / 24 élèves                       | 0 %               | 1 %                  | 64eex-æquo sur 114  | =                   |
| PC / PC* | 0 / 53 élèves                       | 0 %               | 0 %                  | 57eex-æquo sur 110  | =                   |
| PSI / PSI* | 2 / 29 élèves                       | 7 %               | 7 %                  | 54e sur 120         | 8                   |
| Source : Classement 2014 des prépas - L'Étudiant (Concours de 2013). Note 1: le taux d'admission dépend des grandes écoles retenues par l'étude. En filières ECE et ECS, ce sont HEC, ESSEC, et l'ESCP. Pour les khâgnes, ce sont l'ENSAE, l'ENC, les 3 ENS, et 5 écoles de commerce (HEC, ESSEC, ESCP, EM Lyon et EDHEC). En filières scientifiques, ce sont un panier de 10 à 16 écoles d'ingénieurs qui ont été retenus selon la filière (MP, PC, PSI, PT ou BCPST). |                                     |                   |                      |                     |                     |

Le classement par filière peut connaître des variations. Ainsi, en 2018, la khâgne du lycée Dumont-d'Urville a intégré un élève à l'ENS Lyon, ce qui le classait 26e sur le classement de L'Étudiant.
Le magazine Challenges, sur d'autres critères[Lesquels ?], a classé Dumont-d'Urville 13e en 2013 pour l'une de ses cinq filières, avec 2 élèves sur 54 ayant intégré une grande école cette année-là.

## Brevets de technicien supérieur (BTS)
Le lycée comprend deux sections préparant au brevet de technicien supérieur : 
- Une section Assistant de gestion PME-PMI,
- Une section Négociation relation client.

## Anciens élèves connus
- Sylvie Retailleau, normalienne, chercheuse, présidente de l'Université Paris-Sud, ministre de l'enseignement supérieur et de la recherche[22]
- Charles Berling, acteur, metteur en scène, réalisateur, scénariste, producteur et chanteur, témoigne[23] qu'il a découvert le théâtre au lycée Dumont-d'Urville.
- Mourad Boudjellal, éditeur de bandes dessinées, président de club sportif, chroniqueur radiophonique
- Mathias Doué, militaire ivoirien, ancien chef d'état-major des Armées
- Ibrahima Gabar Diop, officier général sénégalais
- Babacar Gaye, général de corps d'armée sénégalais
- Laurence Vanin-Verna, philosophe
- Cédric Villani, mathématicien (médaille Fields)
- Kungs (Valentin Brunel) est un DJ et producteur.
- Patrick Edlinger, grimpeur français.
- Georges Perpes, comédien, fondateur de la Bibliothèque Armand Gatti
- Olivier Py, directeur du Festival d'Avignon.
- Cécile Muschotti, femme politique française, député du Var
- Jean-Michel Leniaud, archiviste paléographe, haut fonctionnaire, directeur de l'École nationale des chartes (2011-2016) et historien de l'art

## Professeurs et anciens professeurs
- Vincent Adoumié, historien, éditeur de manuels scolaires
- Maurice Agulhon, 1950-1951, historien.
- Jean-Rémy Bézias, historien, spécialiste de la IVe République
- Olivier Maurel, auteur, spécialiste de l'éducation
- Yves Stalloni, écrivain, auteur de manuels scolaires